# Conseil pour les affaires économiques et financières
Le Conseil pour les affaires économiques et financières, abrégé en Conseil ECOFIN (prononcé /e.ko.fin/), est la formation du Conseil de l'Union européenne rassemblant les ministres des Finances des États membres.
Le conseil exerce le pouvoir législatif en matière économique et financière, dans certains cas en codécision avec le Parlement européen (le marché intérieur, la libre prestation des services, la protection du consommateur, et les mesures liées à l'établissement de statistiques).
La plupart des décisions du Conseil sont prises à la majorité qualifiée.

## Pays et territoires non coopératifs en matière fiscale selon le Conseil ECOFIN
Le Conseil pour les affaires économiques et financières a adopté le 5 décembre 2017 une liste noire de dix-sept paradis fiscaux, et une liste grise (pays qui ont pris des engagements qui doivent être suivis) de 47 pays.
Ces listes sont, depuis, mises à jour au moins deux fois par an. 

### Liste noire au 20 février 2024
- Anguilla
- Antigua-et-Barbuda
- Fidji
- Guam
- Palaos
- Panama
- Russie
- Samoa
- Samoa américaines
- Trinité-et-Tobago
- Îles Vierges des États-Unis
- Vanuatu

## Sources

## Compléments